# Arquitos
Arquitos är en ort i Mexiko.   Den ligger i kommunen Pinal de Amoles och delstaten Querétaro Arteaga, i den centrala delen av landet, 200 km norr om huvudstaden Mexico City. Arquitos ligger 2 019 meter över havet och antalet invånare är 213.
Terrängen runt Arquitos är kuperad åt sydost, men åt nordväst är den bergig. Runt Arquitos är det ganska tätbefolkat, med 52 invånare per kvadratkilometer. Närmaste större samhälle är Jalpan, 14,6 km öster om Arquitos. I omgivningarna runt Arquitos växer i huvudsak blandskog.